# Hasib Fatah
Hasibullah Fatah (født 1987 i Kabul, Afghanistan er en hollandsk professionel MMA-udøver, der konkurrerer i fjervægt-klassen.
Flores har vundet 4 ud af sine 5 professionelle kampe. Han har mest kendt for at have kæmpet mod hollandske Jasper Wiersman som han vandt over på knockout i 1. omgang den 24. marts 2018.
Fatah er (maj 2018) rangeret som nr. 27 på Germany-listen i fjervægt-klassen på Tapology.
Fatah skulle have mødt danske Rhassan Muhareb til Danish MMA Night den 9. juni 2018 i Brøndbyhallen i København, men måtte den 1. juni trække sig på grund af en skade.

## MMA-karriere

### Professionel karriere
Han fik sin professionelle MMA-debut ved Fight Club Den Haag 2014 i Haag i Holland den 22. juni 2014, hvor han knockoutede den hollandske debutant Farid Talif efter blot 13 sekunder i 1. omgang.

## Privatliv
Hasib er gift og bruger meget tid i sin hjemby Kabul i Afghanistan.